# Rajd Bułgarii 2008
Rajd Bułgarii 2008 (39. Rally Bulgaria) – 39. edycja rajdu samochodowego Rajd Bułgarii rozgrywanego w Bułgarii. Rozgrywany był od 11 do 13 lipca 2008 roku. Bazą rajdu była miejscowość Borovec. Była to szósta runda Rajdowych Mistrzostw Europy w roku 2008 oraz piąta runda Rajdowych Mistrzostw Bułgarii. Składał się z 13 odcinków specjalnych. 

## Klasyfikacja rajdu
| Miejsce | Miejsce | Miejsce | Kierowca        | Pilot            | Samochód                       | Czas      | Strata  |
| Gen.    | ERC     | BUŁ     | Kierowca        | Pilot            | Samochód                       | Czas      | Strata  |
| ------- | ------- | ------- | --------------- | ---------------- | ------------------------------ | --------- | ------- |
| 1.      | 1.      | 1.      | Krum Donchev    | Stoiko Valchev   | Peugeot 207 S2000              | 2:42:01.8 | 0.0     |
| 2.      | 2.      |         | Volkan Isik     | Kaan Özsenler    | Fiat Abarth Grande Punto S2000 | 2:42:08.0 | +6.2    |
| 3.      | 3.      |         | Michał Sołowow  | Maciej Baran     | Peugeot 207 S2000              | 2:43:35.4 | +1:33.6 |
| 4.      | 4.      |         | Corrado Fontana | Renzo Casazza    | Fiat Abarth Grande Punto S2000 | 2:43:37.2 | +1:35.4 |
| 5.      |         | 2.      | Ignat Isaev     | Milen Iliev      | Mitsubishi Lancer Evo IX       | 2:47:00.0 | +4:58.2 |
| 6.      |         | 3.      | Dimityr Iliew   | Yanaki Yanakiev  | Mitsubishi Lancer Evo IX       | 2:47:22.6 | +5:20.8 |
| 7.      |         | 4.      | Todor Slavov    | Dobromir Filipov | Renault Clio R3                | 2:48:06.8 | +6:05.0 |
| 8.      |         | 5.      | Jasen Popov     | Nikola Popov     | Mitsubishi Lancer Evo IX       | 2:48:50.0 | +6:48.2 |
| 9.      |         | 6.      | Ilia Tzarski    | Stefan Cholakov  | Mitsubishi Lancer Evo IX       | 2:49:05.6 | +7:03.8 |
| 10.     |         |         | Dan Girtofan    | Adrian Berghea   | Subaru Impreza STi N14         | 2:49:41.7 | +7:39.9 |